# Luc Illusie

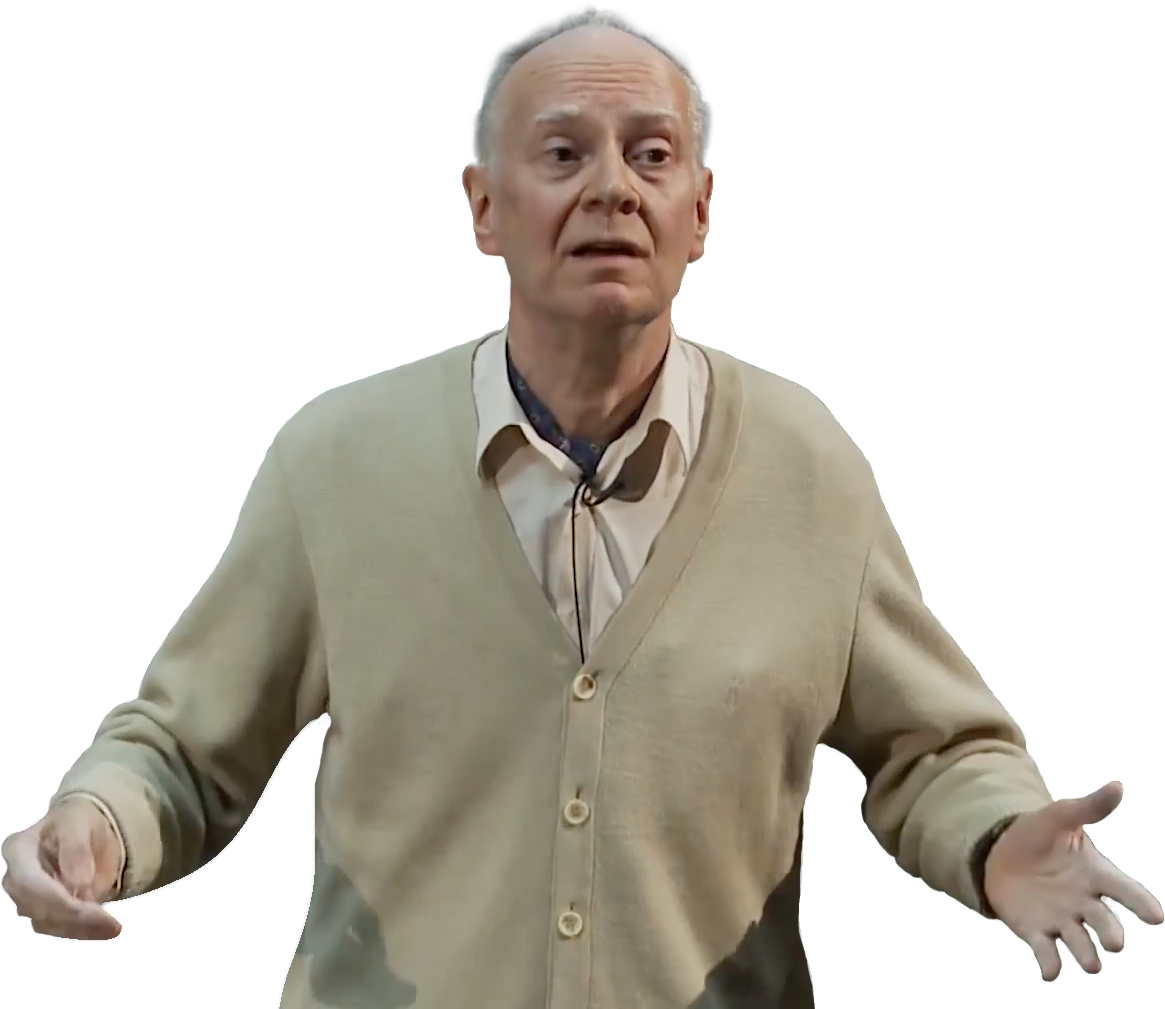
Luc Illusie

Luc Illusie (* 1940) ist ein französischer Mathematiker, der sich mit algebraischer Geometrie beschäftigt.

## Leben
Luc Illusie studierte bei Henri Cartan (er nahm am Seminar Cartan/Schwartz 1963/64 teil) und war in den 1960er Jahren ein enger Mitarbeiter von Alexander Grothendieck, bei dem er 1971 an der Universität Paris-Süd in Orsay promoviert wurde (Complexe cotangent et déformations). Mit diesem und Pierre Berthelot gab er aber schon zuvor SGA 6, das Grothendieck Seminar für 1966/67, heraus. Er war Professor an der Universität Paris-Süd, wo er jetzt Professor Emeritus ist. 2006/07 war er am Institute for Advanced Study.
Mit Daniel Quillen führte er um 1970 das Konzept des Kotangentialkomplexes ein. 1990 war er mit anderen Herausgeber der Grothendieck-Festschrift.
Zu seinen Doktoranden zählt Gérard Laumon (1983). 2012 erhielt er die Émile-Picard-Medaille für seine grundlegenden Arbeiten zum Kotangentialkomplex, der Picard-Lefschetz-Formel, der Hodge-Theorie und der logarithmischen Geometrie.

## Schriften
- Complexe cotangent et déformations, 2 Bände, Springer 1971/72
- mit José Bertin, Jean-Pierre Demailly, Chris Peters: Introduction to Hodge Theory. American Mathematical Society, 1996.
- Luc Illusie u. a.: Reminiscences of Grothendieck and his school, Notices AMS, Oktober 2010